# Opfindelsen af Dr. Nakamats
Opfindelsen af Dr. Nakamats er en portrætfilm instrueret af Kaspar Astrup Schröder efter manuskript af Reiko Inoue og Esben Grøndal.

## Handling
Dokumentar filmen følger den 80-årige japanske opfinder Dr. Nakamats der efter sigende står bag så nyttige nyskabelser som disketten, hjernestimulerende te, en vanddrevne cykeltaxa og en motor der kører på lysfotoner. Dr. Nakamats hævder at have verdensrekord i opfindelser, og at han med over 3.300 patenter føre over Thomas Edison's tusinde. Dr. Nakamats nyder en kejserlig respekt i hjemlandet, hvor hvor han har sin egen fanklub. Vi presenteres også for hans temperament, da to forretningsfolk kommer til at fornærme ham med noget så prosaisk som pengesager. Men hvem er han egentlig, denne mystiske mastermind fra Tokyo? Og hvorfra kommer hans ustoppelige drift efter at sætte nye ting i verden?